# Бублий, Павел Семёнович
Павел Семёнович Бублий (2 (15) января 1916, Змиёв — 28 марта 1997, Харьков) — полковник Советской армии, участник советско-финской и Великой Отечественной войн, Герой Советского Союза (1945).

## Биография
Родился 2 (15) января 1916 года в городе Змиёв (ныне — Харьковская область Украины) в семье крестьянина.
После окончания девяти классов школы работал заведующим сектором исполкома районного совета. В 1938—1940 годах проходил службу в Рабоче-крестьянской Красной армии, участвовал в советско-финской войне. В июле 1941 года повторно был призван в армию. С октября того же года — на фронтах Великой Отечественной войны. В 1943 году Бублий окончил курсы усовершенствования офицерского состава. К августу 1944 года майор Павел Бублий был заместителем командира 1164-го стрелкового полка 346-й стрелковой дивизии 51-й армии 1-го Прибалтийского фронта. Отличился во время боёв на территории Латвийской ССР.
Когда в районе населённых пунктов Кемери и Слока в тылы дивизии прорвались немецкие танковые и пехотные силы, группе под командованием Бублия было поручено вывести попавшие в окружение советские подразделения. 1 сентября 1944 года группа перешла линию фронта. В течение нескольких дней Бублий собрал, а в ночь с 4 на 5 сентября — вывел из окружения около 700 солдат и офицеров к юго-западу от Юрмалы.
Указом Президиума Верховного Совета СССР от 24 марта 1945 года за «образцовое выполнение боевых заданий командования на фронте борьбы с немецко-фашистским захватчиками и проявленные при этом мужество и героизм» майор Павел Бублий был удостоен высокого звания Героя Советского Союза с вручением ордена Ленина и медали «Золотая Звезда» за номером 5939.
После окончания войны Бублий продолжил службу в Советской Армии. В 1945 году окончил курсы «Выстрел». В 1961 году в звании полковника Бублий был уволен в запас. Проживал в Харькове, работал в совнархозе, затем начальником подготовки производства завода «Коммунар». Скончался 28 марта 1997 года, похоронен на харьковском кладбище № 2.
Был также награждён двумя орденами Красного Знамени, двумя орденами Отечественной войны 1-й степени, орденами Красной Звезды и «Знак Почёта», а также рядом медалей. При ЛССР стал Почётным гражданином Юрмалы.